# Cappella di Sant'Antonio abate (Jouvenceaux)
La cappella di Sant'Antonio abate a Jouvenceaux, frazione di Sauze d'Oulx, in val di Susa è suggestivamente posta al centro del vecchio borgo, in una piazzetta con una fontana in pietra. Pregevole esempio delle architetture religiose della Val di Susa, presenta notevoli elementi di interesse artistico per gli affreschi posti sulle pareti esterne e all'interno della cappella, risalenti agli ultimi decenni del XV secolo.

## Struttura della chiesa
La costruzione della cappella risale alla seconda metà del XV secolo, con una struttura architettonica molto semplice. Presenta una facciata a capanna, con una angusta porta d'ingresso spostata sulla sinistra e, in alto, una finestra centrale; un'altra porta si apre sul suo fianco sinistro. La copertura del tetto è fatta di "lose" (sottili lastre di pietra, tipiche del paesaggio alpino); sulla parte posteriore si erge un piccolo campanile a vela. La sacrestia si appoggia al lato posteriore della chiesa.
L'interno è composto da un'unica navata coperta da un cassettonato ligneo; il presbiterio, edificato successivamente, presenta una volta a crociera; sulla controfacciata trova posto una cantoria lignea.

## Gli affreschi

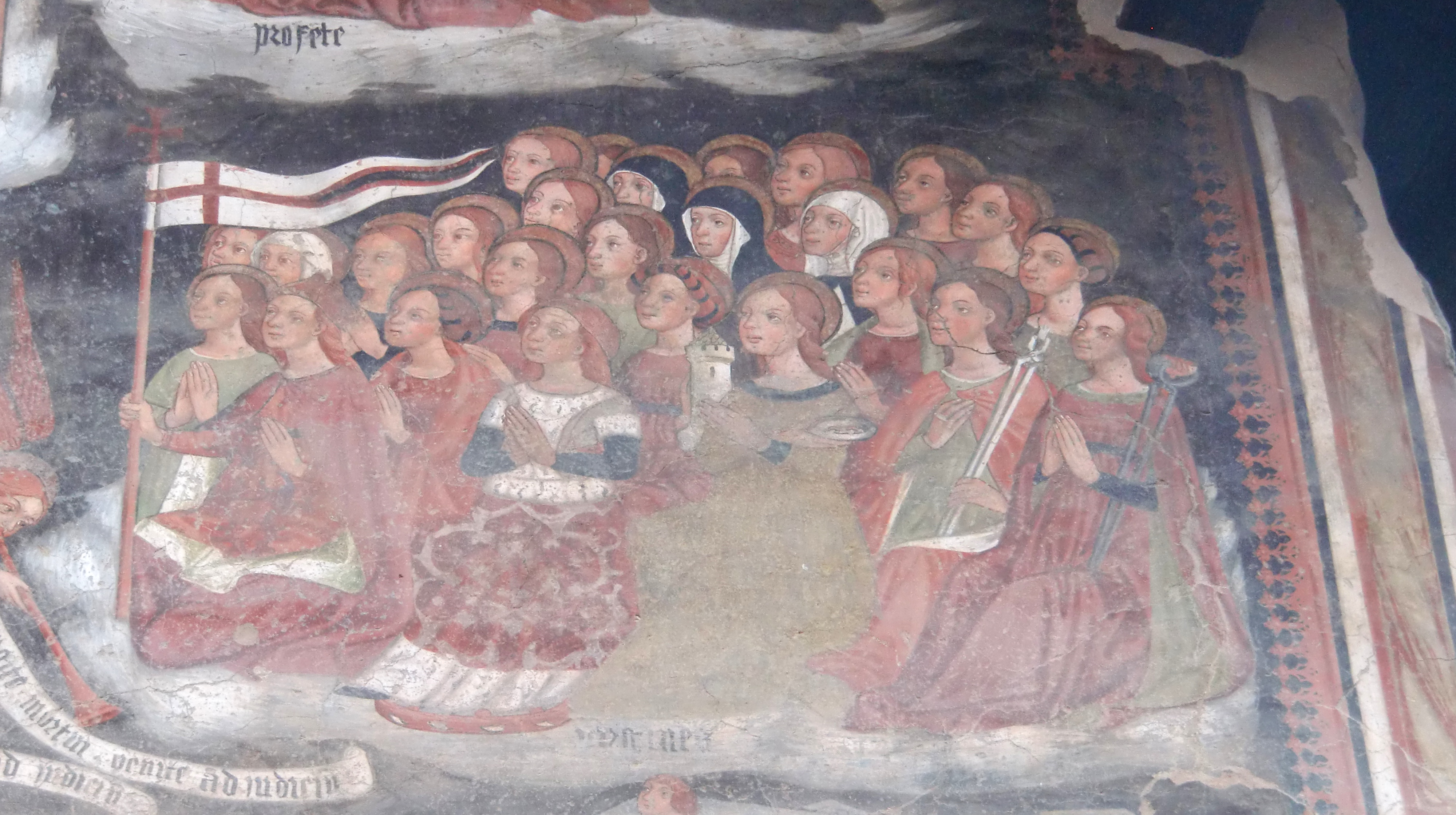
Le "Sante Vergini", particolare del Giudizio Universale

L'aspetto più suggestivo della cappella è dato dagli affreschi presenti sulle pareti esterne, a partire dalla rappresentazione del Giudizio Universale che occupa interamente la facciata. La parte meglio conservata è quella più alta, riparata dalla sporgenza del tetto, mentre la parte più in basso, con i dannati sottoposti alle pene dell'Inferno, è ormai quasi interamente perduta. In alto, subito sotto il colmo del tetto, troviamo la figura di Cristo circondato da angeli; nel registro inferiore, ai due lati della finestra, sono poste le figure della Vergine Maria e di San Giovanni Battista, al loro fianco, seduti su curiosi stalli lignei, sono posti gli Apostoli; in posizione più laterale sono, a sinistra, i Patriarchi e sulla destra i Profeti. La raffigurazione della gerarchia celeste continua più in basso, nel terzo registro, con i Santi Confessori, i Martiri e, a sinistra, le Sante Vergini assieme a due coppie di angeli dell'Apocalisse che suonano le trombe, al cui suono sono risvegliati i morti. Tra i morti che risorgono, i "giusti", alla destra di Cristo (a sinistra guardando l'affresco) entrano nella Gerusalemme celeste, che nell'affresco ha forma di una grande torre fantastica, mentre i "dannati" precipitano all'inferno. La immagine delle pene infernali è ormai andata perduta.
Sul fianco sinistro della cappella troviamo un San Cristoforo di grandi dimensioni; altre immagini di santi invocati dalla devozione popolare sono Sant'Antonio abate (circondato da malati di ergotismo, il "fuoco di Sant'Antonio") e San Michele Arcangelo posti nel registro superiore assieme ad una Annunciazione; nel registro inferiore sono didatticamente rappresentate, in due riquadri, le scene della Confessione e della Messa ascoltata con buona e cattiva disposizione. 
In merito alla paternità degli affreschi all'esterno della chiesa, è stata proposta un'attribuzione alla bottega di Bartolomeo Serra e di suo figlio Sebastiano, pittori attivi nella seconda metà del XV secolo in Val di Susa, nel Pinerolese e nel Canavese. La datazione proposta per gli affreschi è collocata nel decennio 1480-1490.
Restauri eseguiti nell'anno 2000 hanno riportato alla luce, sotto lo strato di scialbo che li ricopriva, affreschi realizzati all'interno della cappella: si tratta di scene riferite alla Vita di Sant'Antonio abate. Anche per questi affreschi è stata proposta una attribuzione alla bottega di Bartolomeo e Sebastiano Serra.

## Galleria d'immagini

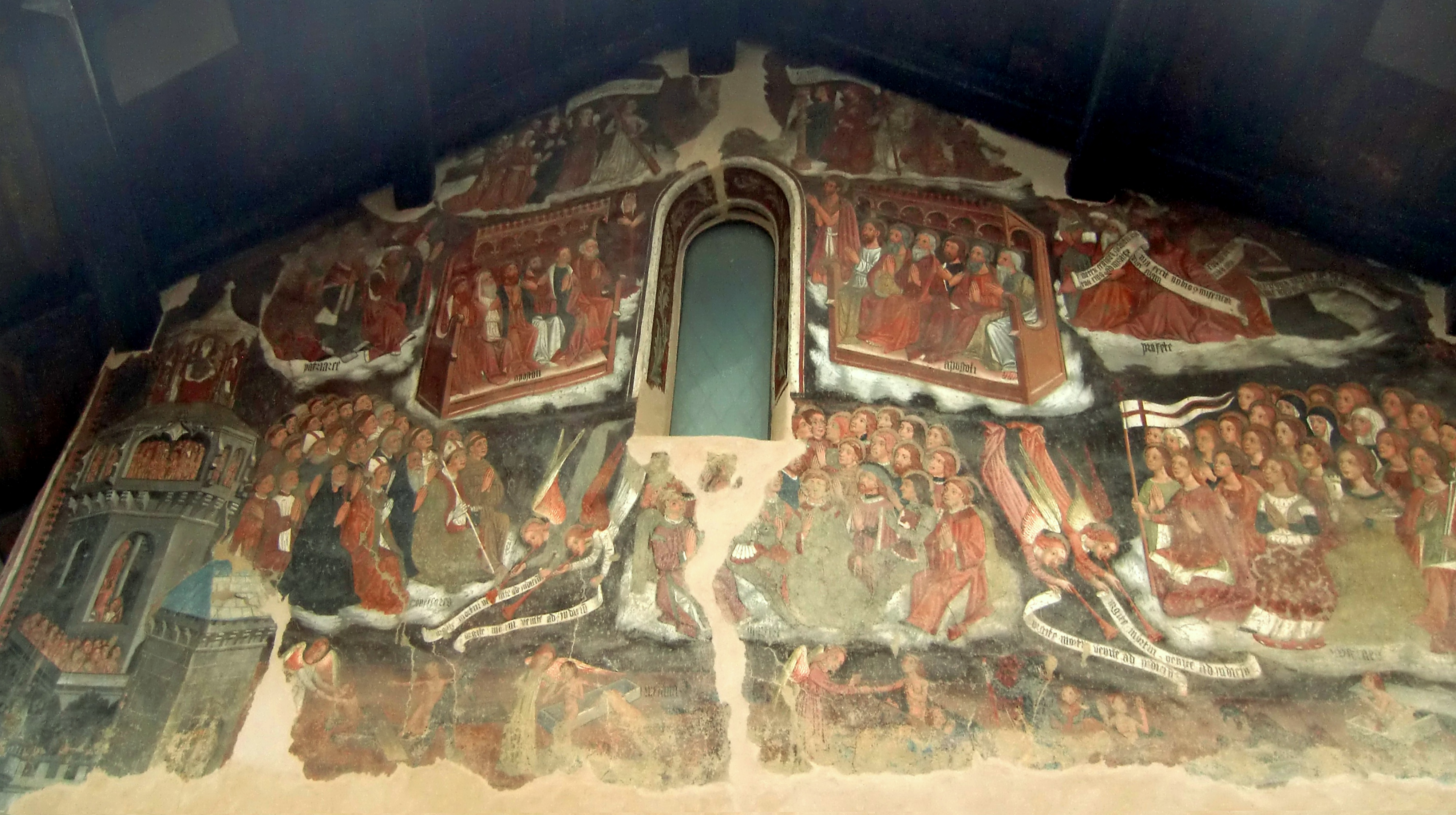
Facciata, affresco del Giudizio Universale
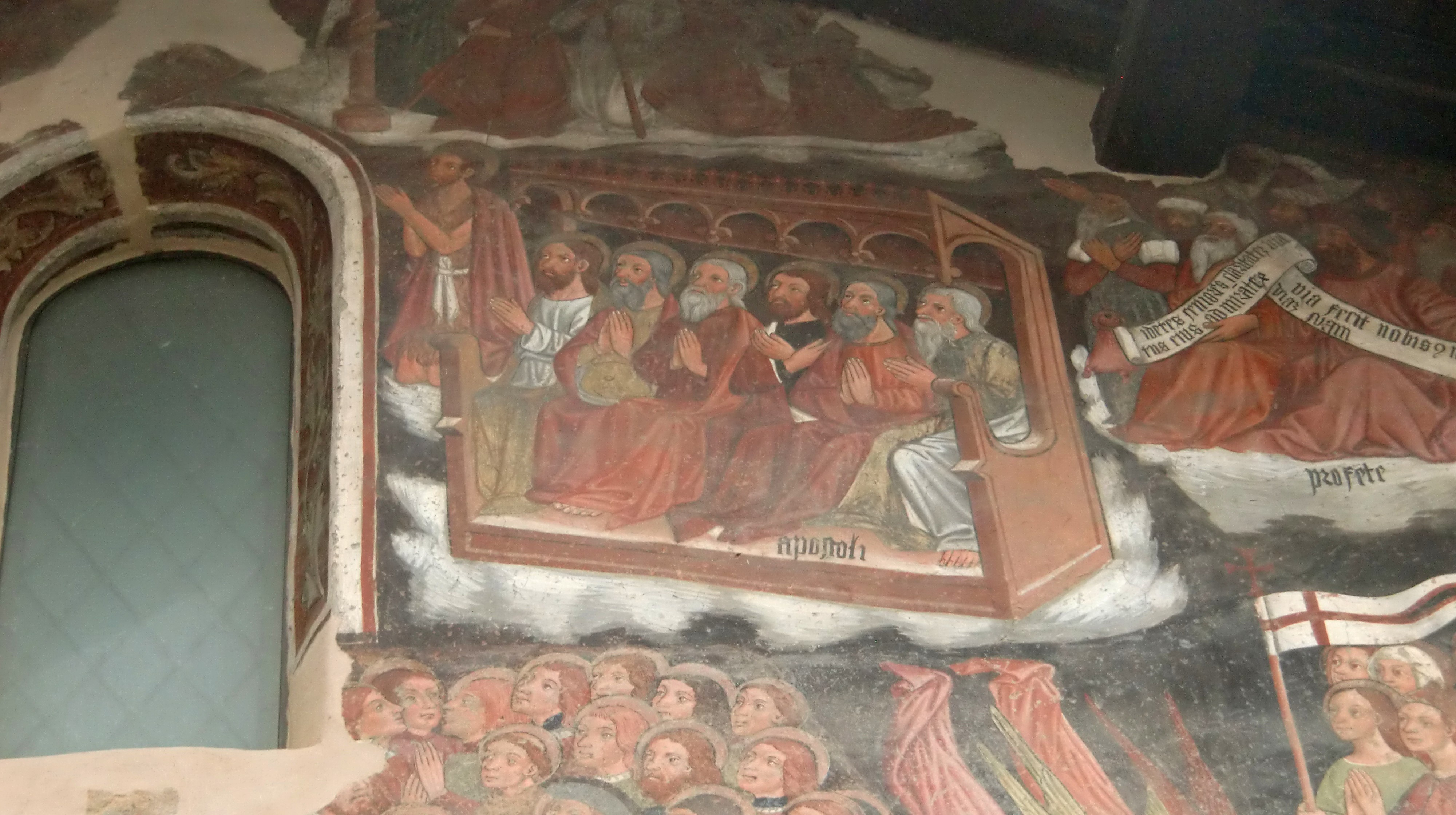
Particolare degli Apostoli
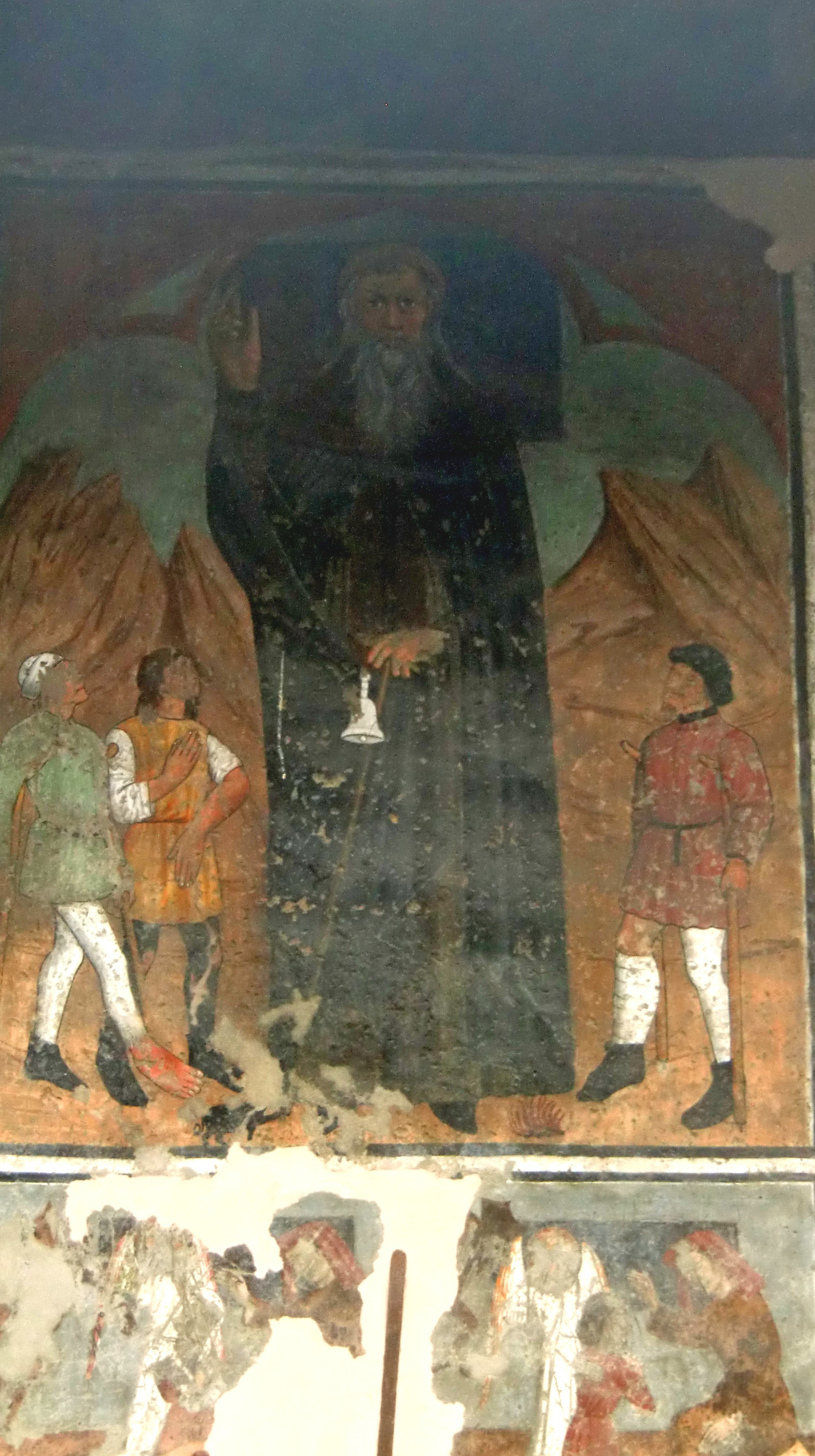
S. Antonio circondato dai malati, fianco sinistro della chiesa
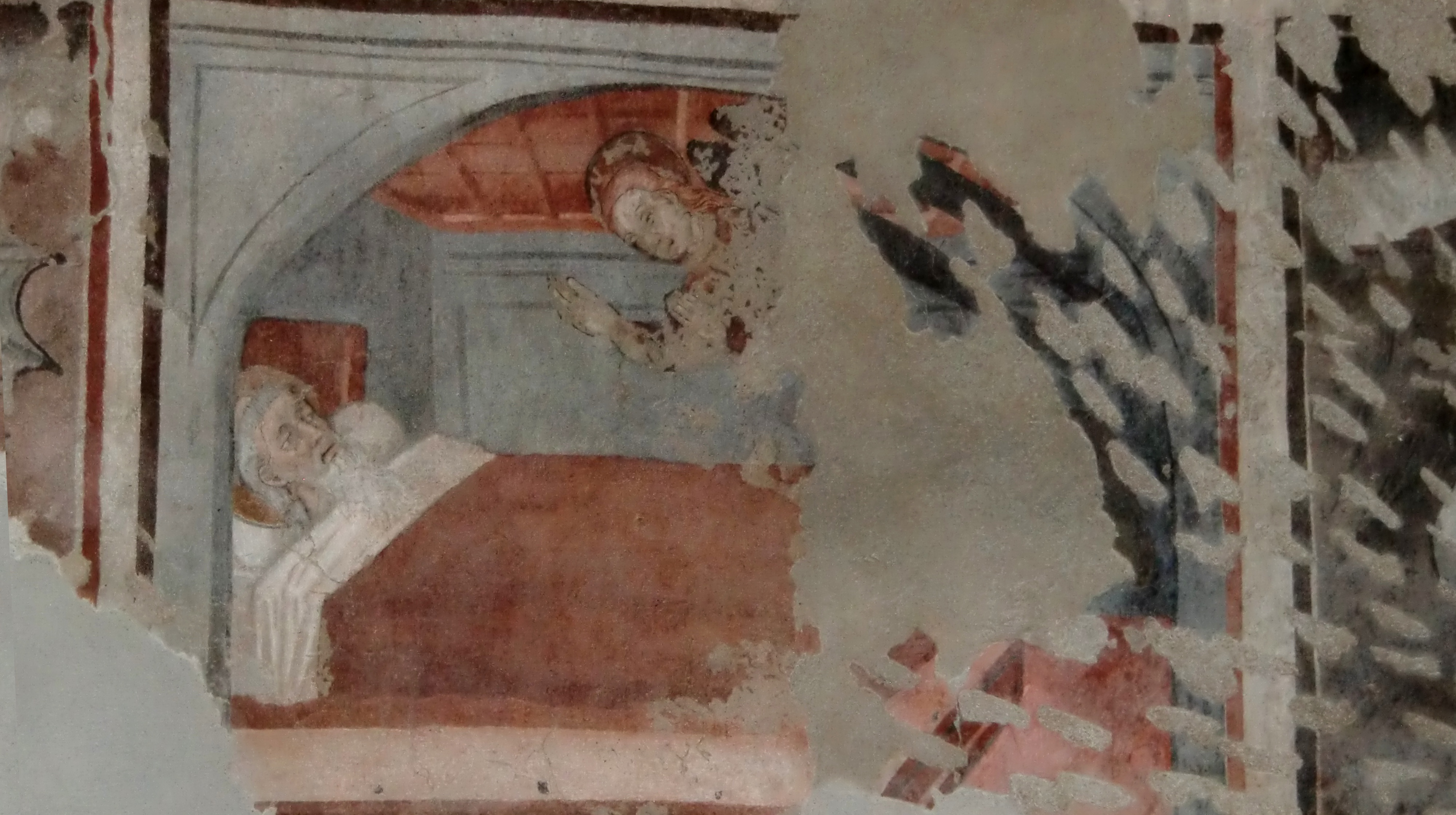
Scena della Vita di S. Antonio abate, interno della chiesa